# 特雷默厄克
特雷默厄克（法語：Trémeheuc，法語發音：[tʁem(ə)øk]）是法国伊勒-维莱讷省的一个市镇，属于圣马洛区。

## 地理
特雷默厄克（48°25'32"N, 1°42'12"W）面积6.05 平方千米，位于法国布列塔尼大區伊勒-维莱讷省，该省份为法国西北部沿海省份，位于布列塔尼半岛东部，北濒大西洋，西接阿摩尔滨海省和莫尔比昂省，南至大西洋卢瓦尔省，西南端接曼恩-卢瓦尔省，东临马耶讷省，东北与芒什省接壤。
与特雷默厄克接壤的市镇（或旧市镇、城区）包括：博讷曼、孔堡、屈冈、埃皮尼亚克、卢尔迈。

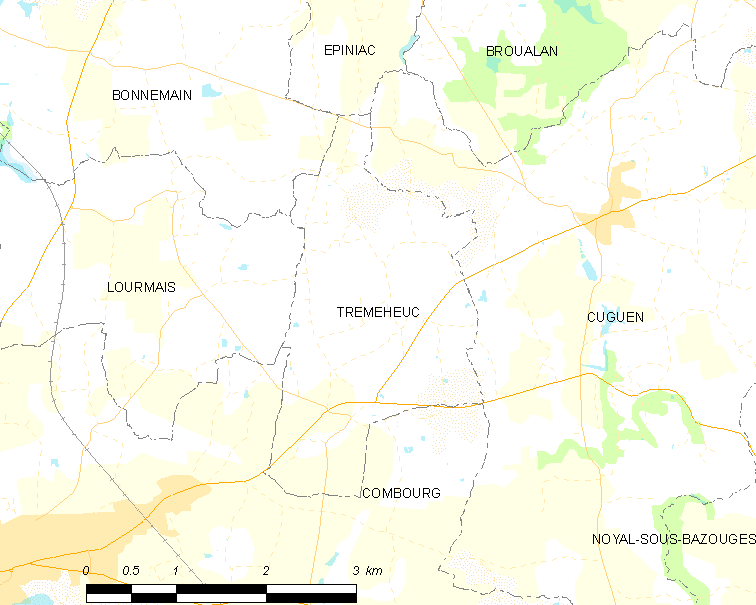
特雷默厄克的OSM定位图

特雷默厄克的时区为UTC+01:00、UTC+02:00（夏令时）。

## 行政
特雷默厄克的邮政编码为35270，INSEE市镇编码为35342。

## 政治
特雷默厄克所属的省级选区为孔堡县。

## 人口

1962-2008年间特雷默厄克人口变化图示

特雷默厄克于2022年1月1日时的人口数量为349人。